# Oś podwzgórze-przysadka-nadnercza
Oś podwzgórze-przysadka-nadnercza stanowi przykład układu podwzgórze, przysadka mózgowa i gruczoły obwodowe. Tworzą one układ trójkątny, w którym dokonuje się stała wymiana informacji zgodnie z zasadą ujemnego sprzężenia zwrotnego. Bez dodatkowych wpływów zewnętrznych poziom hormonów produkowanych w obrębie danego trójkąta utrzymywałby się na stałym poziomie (homeostaza). Podwzgórze stanowi wierzchołek trójkąta, łączący bezpośrednio biochemiczny kanał łączności z kanałami nerwowymi. Tą drogą wszelkiego rodzaju procesy psychiczne mogą wpływać na zmianę funkcji biochemicznych organizmu żywego. Szczególną pozycję w łączności mózgu z narządami wewnętrznymi zajmują aminy katecholowe: adrenalina i noradrenalina. Noradrenalina wytwarzana jest w synapsach układu współczulnego. Tak więc układ współczulny wywiera swój wpływ na narząd wewnętrzny lub na sploty czy zwoje narządowe za pośrednictwem substancji chemicznej, pod warunkiem, że jest ona produkowana bezpośrednio w samym narządzie. Adrenalina wytwarzana jest wraz z noradrenaliną przez komórki rdzenia nadnerczy. W reakcji na pobudzenie układu współczulnego komórki te wydzielają obydwie aminy bezpośrednio do krwiobiegu.
Nadmierna aktywacja osi podwzgórze-przysadka-nadnercza może być przyczyną depresji psychogennej. Za takim przekonaniem przemawia wiele spostrzeżeń: stwierdzana stosunkowo często hiperkortyzolemia, powiększenie nadnerczy, a także fakt, że leki przeciwdepresyjne normalizują zaburzenia osi w ciężkich depresjach. Pewne przesłanki mogą wskazywać, że depresja psychotyczna jest kliniczną manifestacją zaburzeń funkcjonowania osi podwzgórzowo-przysadkowo-nadnerczowej. Może to potwierdzać fakt, że u osób otrzymujących egzogenne glikokortykoidy rozwijają się podobne objawy, obejmujące obniżony nastrój, objawy psychotyczne, typowe zaburzenia snu oraz upośledzenie funkcji poznawczych. Według niektórych koncepcji nadmierne i długotrwałe uwalnianie hormonów steroidowych (np. w reakcji na stres) może powodować trwałe uszkodzenie komórek hipokampa, odpowiedzialnych za działanie mechanizmu zwrotnego kontrolującego funkcjonowanie osi podwzgórze-przysadka-nadnercza.

Przeczytaj ostrzeżenie dotyczące informacji medycznych i pokrewnych zamieszczonych w Wikipedii.